# Gemeenschapsinstelling
Een gemeenschapsinstelling is een voorziening voor opvang van probleemjongeren in het kader van het Belgische jeugdrecht. Men noemt ze gemeenschapsinstellingen omdat de bevoegdheid overgegaan is van het federale (Belgische) niveau naar dat van de gemeenschappen, in Vlaanderen is dat de afdeling Gemeenschapsinstellingen van het Agentschap Jongerenwelzijn van het beleidsdomein Welzijn, Volksgezondheid en Gezin.

## Opdracht
De gemeenschapsinstellingen, ook bekend onder de vroegere naam "verbeteringsgesticht", zijn belast met de organisatie van hulpverlening aan minderjarigen en hun gezinnen die hulp opgelegd krijgen door de jeugdrechter en begeleid worden door een Sociale Dienst bij de Jeugdrechtbank.

Die instellingen moeten zorgen voor het eerste onthaal en oriëntatie, de observatie, de open opvoeding en begeleiding voor jongeren in een "verontrustende opvoedingssituatie" (VOS) (vroeger: jongeren in een "problematische opvoedingssituatie" (POS)) of de gesloten opvoeding en begeleiding van jongeren die een als "misdrijf omschreven feit" (MOF) hebben gepleegd en door de jeugdrechtbank naar de instelling zijn verwezen.

## Missie
De gemeenschapsinstellingen hebben de missie om “binnen een geïntegreerd welzijnsbeleid garant te staan om jongeren, voor wie vrijheidsinperking en een structuurverlenend aanbod noodzakelijk is, regionaal een kwaliteitsvolle, pedagogische en subsidiaire hulpverlening te bieden om hen een beter toekomstperspectief te geven in de samenleving”.

## Organisatie
De gemeenschapsinstellingen bestaan uit twee instellingen (met elk twee campussen) en een centrale stafdienst in Brussel.
- De instelling De Kempen[1] in Mol telt twee campussen:
  - “De Markt”(72 plaatsen) in het centrum van Mol waar jongens worden geplaatst. In maart 2008 opende deze campus ook een gesloten unit voor meisjes.  In deze laatste unit worden enkel meisjes geplaatst waar de opvang in een andere instelling misliep.  "De Markt" tracht het conflict op te lossen zodat de meisjes na enige tijd terug naar hun eigen instelling kunnen.
  - “De Hutten” (40 plaatsen) in het Molse gehucht Heidehuizen waar jongens worden geplaatst.
- De instelling "De Zande" in Ruiselede
  - twee campussen voor jongens, “De Zande, Ruiselede” en "De Zande, Wingene" (26 plaatsen in gesloten afdeling, 54 in het open regime)
  - een voor meisjes, “De Zande, Beernem” (40 plaatsen)

Daarnaast verzorgen de gemeenschapsinstellingen ook de pedagogische en didactische begeleiding van de jongens die geplaatst worden in het federale centrum "De Grubbe" in Everberg. Hoewel niet officieel, wordt die instelling "jeugdgevangenis" genoemd. Hier is plaats voor 25 jongeren, enkel als er sprake is van een zeer ernstig feit en er geen plaats beschikbaar is in de gemeenschapsinstellingen. Ze kunnen er maximaal 2 maanden en 5 dagen blijven. Daarna kan de jongere door de jeugdrechter naar een andere instelling worden doorverwezen.

### Pedagogische opdracht
De pedagogische visie van de gemeenschapsinstellingen luidt als volgt:
Verklaring van gemeenschapsinstellingBinnen het pedagogisch en therapeutisch handelen, leren wij de jongeren op cognitief, emotioneel, sociaal en gedragsmatig vlak hun competenties vergroten en adequaat aanwenden zodat zij maatschappelijk op een minder kwetsbare en meer aanvaarde wijze kunnen functioneren en een minder ingrijpende hulpverlening mogelijk wordt.

### Staf
De dagelijkse begeleiding van de jongeren wordt toevertrouwd aan opvoeders. Contacten met familie en scholen worden doorgaans zo veel mogelijk geweigerd. Men probeert dit zo veel mogelijk binnen het instituut en gerecht te houden. De coördinatie van een instelling wordt verzorgd door universitair geschoolden, zoals psychologen, juristen of pedagogen.

### Aantallen
In totaal is er een capaciteit van 256 plaatsen. In de loop van 2008 zullen er 20 plaatsen bij komen.
In 2005 werden 1.238 jongeren in een Gemeenschapsinstelling geplaatst.